# Красноярский речной порт
Красноярский речной порт — дочернее акционерное общество ОАО «Енисейское речное пароходство». Порт расположен в городе Красноярске, на пересечении Транссибирской железнодорожной магистрали, реки Енисея и автомобильной трассы «Байкал» (Новосибирск — Иркутск) М-53.

## Деятельность
Пропускная способность порта около 4 миллионов тонн грузов в год. В настоящее время порт переваливает около 1,3 млн тонн в год.
Основная деятельность порта: погрузочно-разгрузочные работы, обработка грузов массой до 200 тонн, хранение и накопление, перевозка грузов речными судами. Также порт добывает песчано-гравийную смесь и производит гидротехнические работы. Основные грузы: сера, оборудование, стройматериалы, продовольственные товары.
Красноярский речной порт владеет: 40 портальными кранами, 7 плавучими кранами, 11 ж/д путями, парком контейнеров.

## История
В XIX — начале XX века в Красноярске несколько пристаней. В центре города пристани купцов Гадалова, Сибирякова (Иркутск). Пристань Гадалова со зданием «вокзала» и складами располагалась примерно у места нынешнего речного вокзала.
Суда также разгружаются у взвозов (взвоз — крутой спуск к реке):
- Шипиловский — купца П. П. Шипилина (ныне — рядом с Музейным центром);
- Почтамтский (Сафатовский) (ул. Перенсона);
- Сазоновский (ул. Диктатуры пролетариата);
- Жандармский (ул. Декабристов).

Порт создан 1 апреля 1934 года в результате объединения нескольких баз и пристаней. Порт располагался на левом берегу Енисея. Первый начальник порта — Иосиф Алексеевич Козулин.
Во время Великой Отечественной войны ускорилось строительство Норильского горно-металлургического комбината. Существующий порт не справлялся с выросшими объёмами грузов. В 1942 году Норильский комбинат предложил построить новый порт. Грузооборот порта должен был вырасти до 500 тысяч тонн.
Строительство нового порта Норильского комбината началось в конце 1942 года на правом берегу Енисея.
В 1948-52 годах было построено здание речного вокзала Красноярского порта. Архитектор — Александр Голубев. В 1958 году модель вокзала получила серебряную медаль и Почётную грамоту на Всемирной выставке в Брюсселе.
В феврале 1956 года Красноярский порт и порт Норильского комбината объединились.
С 1988—2010 годах порт возглавлял Юрий Михайлович Юрков.
В 1993 году ГП «Красноярский речной порт» прошёл процесс акционирования, и порт вошёл в структуру дочерних предприятий ОАО «Енисейское речное пароходство».

## Награды
Орден Трудового Красного Знамени — 1966 год.
- Здание речного вокзала в 2008 году
- То же здание, 2011 год

## Основные акционеры
- Открытое акционерное общество «Енисейское речное пароходство» — 51 % акций
- Юрков Юрий Михайлович — 22,3 % акций

## В кинематографе
Красноярский речной порт заснят в советском художественном фильме «Алый камень» (Киностудия им. Горького, 1986). В фильме есть кадры с набережной Енисея, речным вокзалом, двумя теплоходами, стоящими в порту — «В. Чкалов» и «Литва».